# افزر
اَفزَر یکی از شهرهای استان فارس ایران است. این شهر، در بخش افزر از توابع شهرستان قیر و کارزین قرار دارد و جمعیت آن بر پایه سرشماری سال ۱۳۹۵، برابر با ۲،۶۵۷ تن است.

البته در گذشته نام مرکز شهر افزر مرند(مرودین) بود . که در تقسیمات جدید کشوری به نام افزر شناخته می شود .
یک منطقه تاریخی که در فصل بهار خطه ای از بهشت است در صورت بارندگی البته.
در اوایل تا اواخر دهه 50 این منطقه محل کشت خشخاش بوده است . همچنین مملو از درختان کُنار یا سدر عربی بوده که ضرب المثل معروف به زبان ترکی قشقایی؛ افزر دَ کونار یوخ ( کنایه از افزر کنار ندارد ) راجع به همین منطقه گفته شده که درختان بسیار زیاد و جنگل بزرگ کنار در این منطقه بوده که متأسفانه به مرور درختان را قلع و قمع کرده اند برای ایجاد زمین های کشاورزی .
عسل کُنار منطقه افزر در ایران بی نظیر است و مشتریان خاص خودش را در کشورهای عربی دارد البته در صورت اصل و سالم بودن عسل .
اکثریت افراد منطقه افزر ترک قشقایی هستند که در این منطقه ساکن اند.